# OpenVR
OpenVR — набор средств разработки (SDK) и API с открытым исходным кодом, разработанный компанией Valve для поддержки SteamVR (HTC Vive) и других шлемов виртуальной реальности. OpenVR служит интерфейсом между оборудованием виртуальной реальности и программным обеспечением; он был реализован в рамках SteamVR. Платформа SteamVR использует OpenVR в качестве API и библиотеки по-умолчанию.
Несмотря на то, что OpenVR является основным SDK для HTC Vive, он был разработан с прицелом на поддержку множества вендоров. Так, разработчик может создать триггер при нажатии на кнопку контроллера, и он будет работать с контроллерами Oculus Rift и Windows MR, поскольку обе эти системы поддерживаются SDK.
Valve также объявила о сотрудничестве с проектом Open Source Virtual Reality (OSVR), однако характер сотрудничества остаётся неизвестным.